# Crotalaria ankaratrana
Crotalaria ankaratrana är en ärtväxtart som beskrevs av René Viguier. Crotalaria ankaratrana ingår i släktet sunnhampor, och familjen ärtväxter. Inga underarter finns listade i Catalogue of Life.